# Pré-metrô

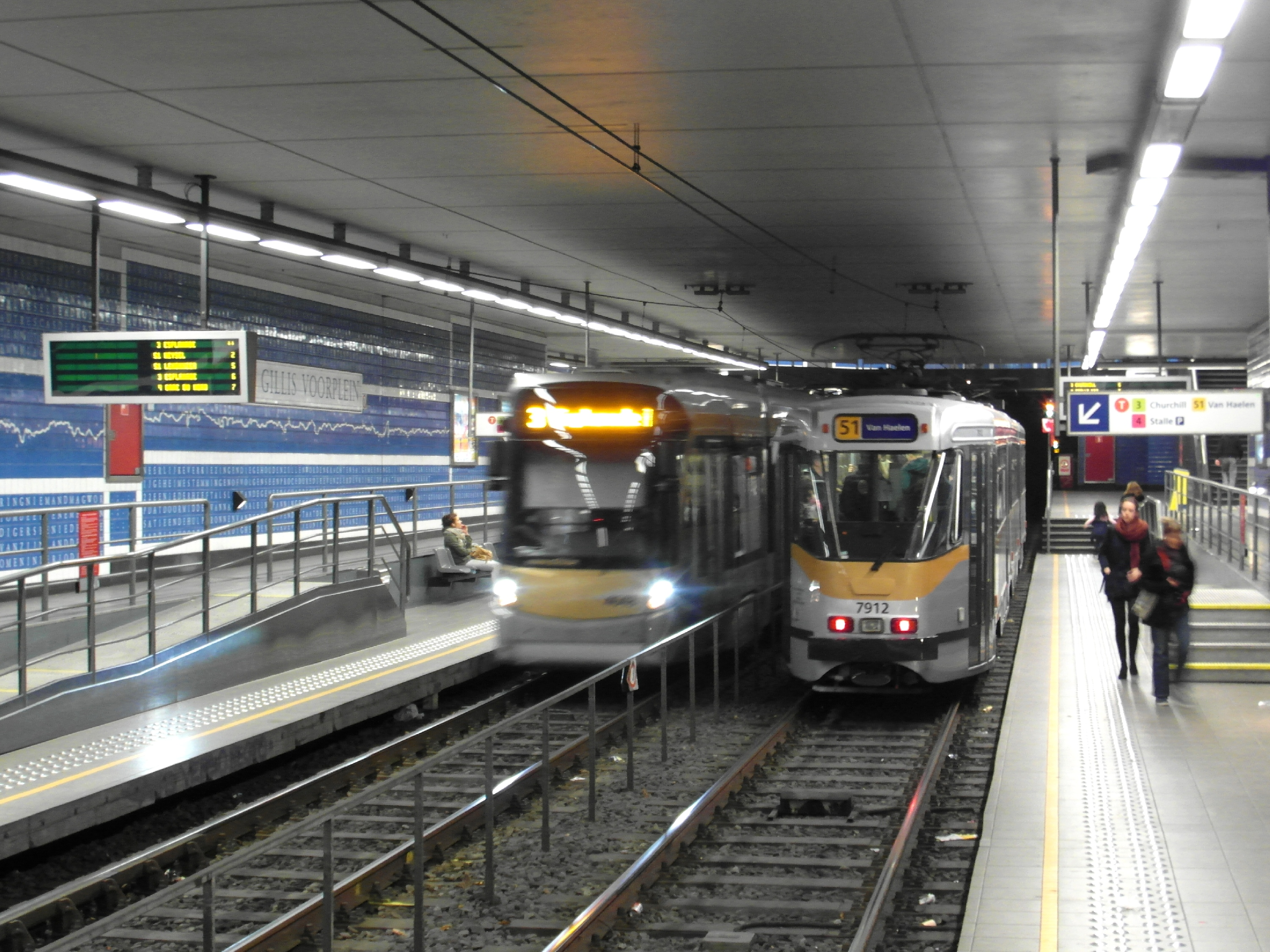
trams na estação Saint-Gilles/Sint-Gillis em Bruxelas.

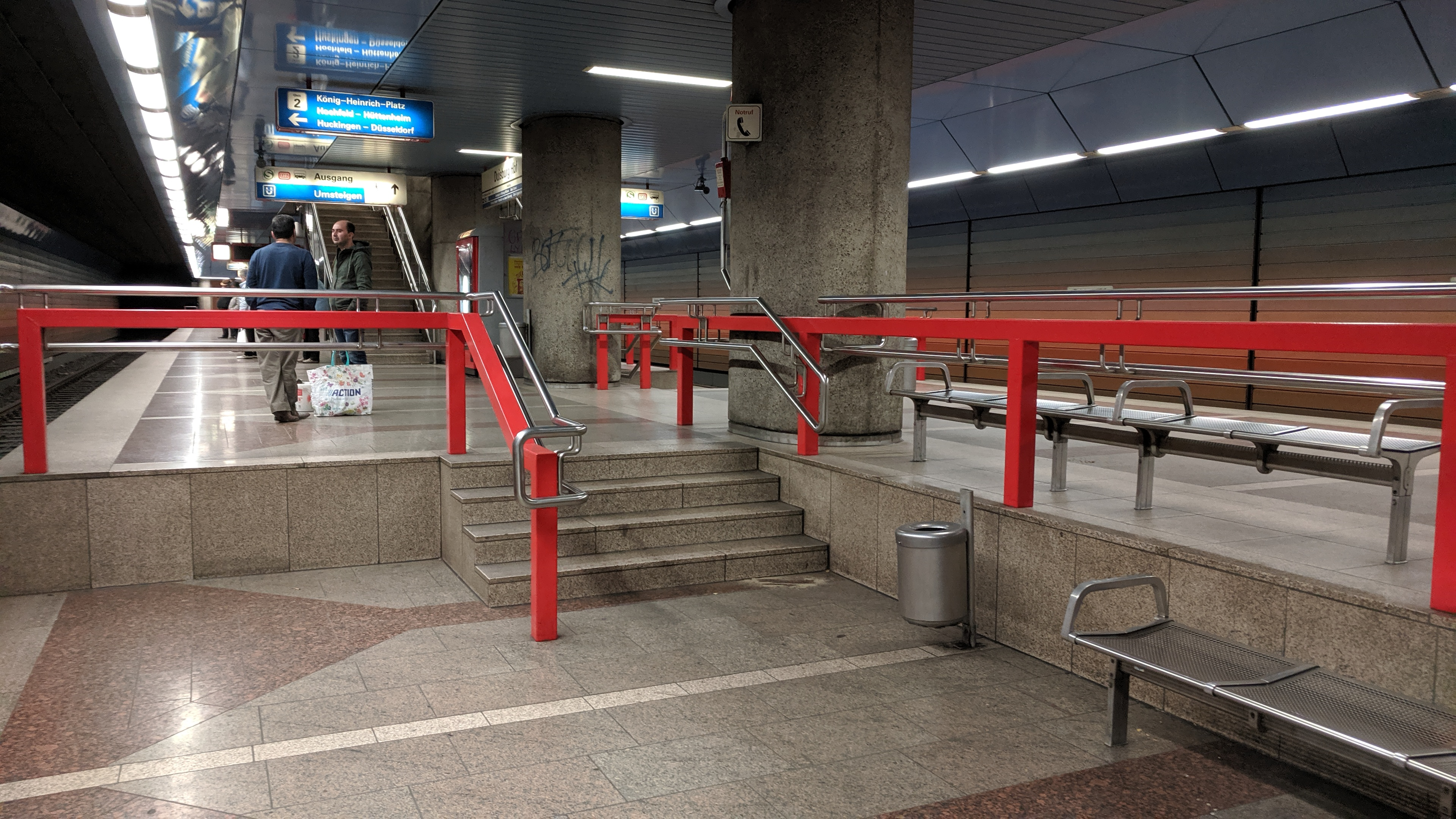
Seção baixa da plataforma para trams na estação Duisburg Hauptbahnhof Stadtbahn.

Um pré-metrô é um conceito onde uma linha de bonde(bra)/elétrico(prt) ou de metrô leve(bra)/ligeiro(prt) possui trechos construídos de acordo com os padrões de linha e estações de metrô "pesado", que costumeiramente inclui a abertura de túneis na área central da cidade. Sendo uma variação do semi-metrô, o conceito de pré-metrô difere-se deste por ter como objetivo a futura conversão em uma linha de metropolitano.

## Características

### No Brasil
A primeira definição técnica criada sobre pré-metrô foi elaborada em 1978 pela ANTP - Associação Nacional de Transporte Público, contudo não havendo diferenciação entre semi-metrô podendo configurar-se também 
em VLT:
| Característica                        | Pré-metrô                                        |
| ------------------------------------- | ------------------------------------------------ |
| Capacidade (Passageiros/hora/sentido) | 10.000 a 30.000                                  |
| Distância média entre estações        | Entre 300 m e 1.000 m                            |
| Aceleração                            | 1,0 a 1,3 m/s2                                   |
| Velocidade máxima                     | 80 km/h                                          |
| Tipo de linhas                        | alimentadora-distribuidora                       |
| Utilização das linhas                 | segregada ou mesclada com tráfego em superfície. |
| Cobrança tarifária                    | no veículo.                                      |
| Tipo de alimentação                   | Elétrica por Catenária                           |
| Tensão de alimentação                 | 750 VCC                                          |
| Alcance                               | 20 km                                            |

## História
A primeira cidade a transportar uma parte de uma linha de tram pelo centro da cidade em um túnel foi Marselha, na França, em 1893, com sua estação subterrânea de Noailles. Inicialmente, ela era operada por carroças puxadas por cavalos. O próximo exemplo de destaque foi o metrô da Rua Tremont (en)  (1897) em Boston, hoje parte da Linha Verde da MBTA (en). Esses primeiros túneis destinavam-se exclusivamente a reduzir o congestionamento de trams nas ruas de superfície, e não para conversão posterior em serviço de metrô. Vários dos primeiros túneis de trams, incluindo o Steinway Tunnel (en) e a East Boston Tunnel, foram posteriormente convertidos para operação de metrô. Entretanto, a pequena bitola de carregamento, as curvas fechadas e as inclinações acentuadas dos túneis de tram exigiam vagões de metrô menores do que o desejável.

### Segunda geração
O conceito moderno de pré-metrô Stadtbahn (en) (lit.: ferrovia da cidade) teve início na Alemanha dos anos 1960, quando o aumento do congestionamento do tráfego devido ao uso de automóveis levou à construção de novos sistemas de trânsito. Em vez de construir linhas de metrô caras imediatamente, algumas cidades construíram apenas os túneis do centro da cidade. Eles poderiam ser usados pelas linhas de tram existentes no curto prazo, com a intenção de conversão completa em metrô mais tarde - daí o termo "pré-metrô". A ideia se espalhou para outros países europeus na década de 1970, especialmente para a Bélgica, onde esses sistemas eram explicitamente chamados de pré-metrôs.

## Exemplos
- Pré-metrô de Antuérpia [8] na Bélgica
- Pré-metrô de Bruxelas [9] na Bélgica
- Metrô de Charleroi [10] na Bélgica
- Pré-metrô de Viena na Áustria
- trams em Haia
- Metrotram em Kryvyi Rih
- Linha 1 do tram Nanhai em Foshan, Guangdong, China
- Premetro de Buenos Aires
- Pré-metrô na Linha 2 do Metrô do Rio de Janeiro (desativado).[11]